# Rift Albertin
Pour les articles homonymes, voir Rift et Albertin.

Carte schématique de la vallée du Grand Rift avec la branche occidentale constituant le rift Albertin.

Le rift Albertin est la branche occidentale du rift est-africain. Il s’étend de l’extrémité nord du lac Albert à la pointe sud du lac Tanganyika sur une partie de l’Ouganda, de la République démocratique du Congo, du Rwanda, du Burundi et de la Tanzanie. Le terme rift Albertin désigne tant la vallée elle-même que les montagnes qui la bordent.

## Géologie
Le rift et les montagnes environnantes sont le résultat de mouvements tectoniques qui séparent progressivement la plaque somalienne du reste du continent africain. Les montagnes sont composées de couches précambriennes partiellement recouvertes de roches volcaniques récentes.

## Hydrologie
La partie septentrionale du rift est traversée par deux grandes chaînes de montagnes, le Rwenzori entre le lac Albert et le lac Édouard, et les Virunga entre le lac Édouard et le lac Kivu.
Les Virunga forment une barrière entre le bassin du Nil au nord et à l’est et le bassin du Congo à l’ouest et au sud, et font ainsi partie de la ligne de partage des eaux Congo-Nil. Le lac Édouard est alimenté par plusieurs grands cours d’eau dont le Rutshuru et se déverse dans le lac Albert par la rivière Semliki. C'est une source abondante du Nil avec un débit de 158 m3/s à son entrée dans le lac Albert. Aux mois de mars et avril, 16 % de ses eaux atteignent le Nil en Égypte pareillement que le Nil Bleu. C'est un apport régulier et très important, complémentaire aux eaux du lac Victoria, qui se jettent à l'extrémité nord du lac Albert. Il porte alors le nom de Nil Victoria et ressort baptisé Nil Blanc. 
Au sud des Virunga, le lac Kivu se vide vers le sud dans le lac Tanganyika par le fleuve Ruzizi, puis dans le fleuve Congo via la Lukuga.
Le système hydrologique actuel semble de formation relativement récente, lorsque les volcans des Virunga ont surgi de terre et ont bloqué le flux septentrional du lac Kivu au lac Édouard, renversant le cours vers le sud et le Tanganyika. Avant cela, ce dernier, ou les sous-bassins distincts qui le composaient, étaient semble-t-il dépourvus d’émissaire et les eaux ne s’en échappaient que par évaporation. La Lukunga est également d’apparition récente et permit à des espèces originaires du bassin du Congo de coloniser le Tanganyika, qui abritait auparavant une faune distincte.

## Topographie

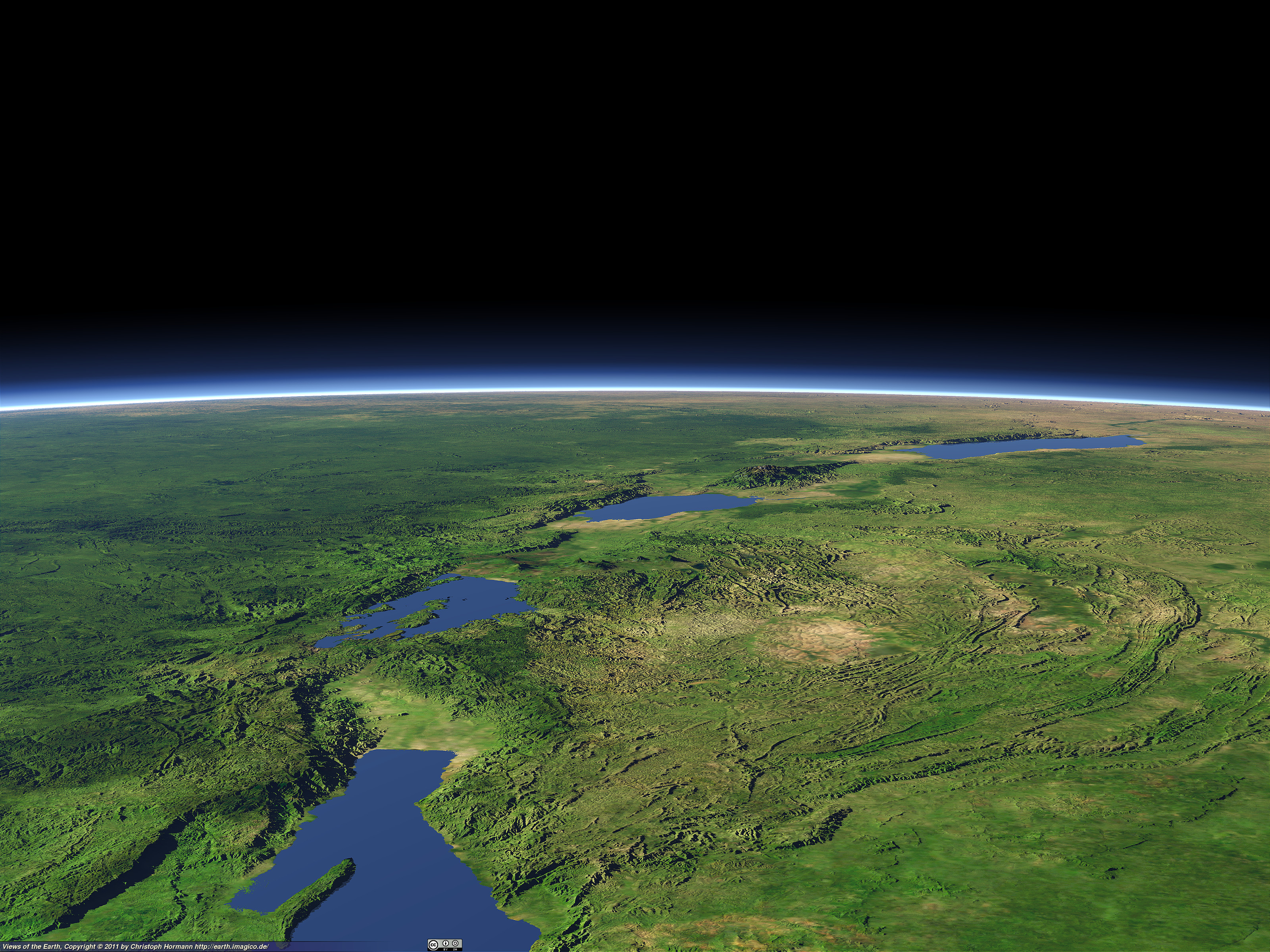
Image de synthèse de la région du rift Albertin.

Du nord au sud, les montagnes englobent le Plateau lendu, les Rwenzori, les Virunga et les Itombwe. Les Rwenzori correspondent possiblement à la chaîne que Ptolémée désignait sous le nom de montagnes de la Lune. Deux volcans des Virunga, le Nyamuragira et le Nyiragongo, sont encore régulièrement actifs.
Plus au sud, le relief prend la forme de sommets plus isolés : le mont Bururi au sud du Burundi, les monts Kungwe-Mahale à l’ouest de la Tanzanie et le mont Kabobo et les Marungu en République démocratique du Congo sur les rives du Tanganyika. Leurs altitudes vont de 2 000 à 3 500 mètres.

## Environnement
Les forêts du rift Albertin forment d’importantes écorégions. La forêt intermédiaire, transition entre la forêt de plaine et celle de montagne, couvre les altitudes comprises entre 1 000 et 1 750 mètres. La forêt de montagne occupe les pentes au-delà de 1 600 mètres et jusqu’à 3 500 mètres. À partir de 2 400 mètres, le bambou et les krummholz font leur apparition. La bruyère et les herbes prédominent après 3 500 mètres.
Les écosystèmes sont menacés par la déforestation : les populations locales, en forte croissance démographique, recherchent de nouvelles terres cultivables. Les coupes illégales de bois constituent un problème supplémentaire et l’extraction artisanale de l’or cause également des dommages localisés.